# John Michael Hayes
John Michael Hayes (Worcester, 11 maggio 1919 – Hanover, 19 novembre 2008) è stato uno sceneggiatore e giornalista statunitense.
Ottenne la candidatura all'Oscar alla migliore sceneggiatura non originale nel 1958 per I peccatori di Peyton.
Collaborò come sceneggiatore in quattro film di Alfred Hitchcock: La finestra sul cortile (1954), Caccia al ladro (1955), La congiura degli innocenti (1955) e L'uomo che sapeva troppo (1956).

## Filmografia
- La baia del tuono (Thunder Bay), regia di Anthony Mann (1953)
- La finestra sul cortile (Rear Window), regia di Alfred Hitchcock (1954)
- Caccia al ladro (To Catch a Thief), regia di Alfred Hitchcock (1955)
- La congiura degli innocenti (The Trouble with Harry), regia di Alfred Hitchcock (1955)
- L'uomo che sapeva troppo (The Man Who Knew Too Much), regia di Alfred Hitchcock (1956).
- I peccatori di Peyton (Peyton Place), regia di Mark Robson (1957)
- Ma non per me (But Not for Me), regia di Walter Lang (1959)